# أفونسو بينا
أفونسو أوغوستو موريرا بينا (بالبرتغالية: Afonso Augusto Moreira Pena‏) (البرتغالية:[afõsu awɡustu morejrɐ penɐ]؛ 30 نوفمبر 1847 - 14 يونيو 1909) سياسي برازيلي. شغل منصب رئيس البرازيل بين 1906 و1909. قبل حياته السياسية، كان بينا محامي، وفقيه دستوري وعضو بالمحكمة العليا للبرازيل.
بدأ حياته السياسية في عام 1874 مع إجراء انتخابات للجمعية العامة الامبراطورية. في السنوات اللاحقة، قام بينا بالتوفيق بين العمل التشريعي والعمل الوزاري فأصبح وزيرا للزراعة (1882) وثم وزيرا للتجارة والقضايا العامة (1883) ثم وزيرا للعدل (1885). وترأس بعد ذلك مجلس المحافظة في ولاية ميناس جيرايس.
بعد إعلان الجمهورية، كان بينا حاكم ولاية ميناس جيرايس بين 1892 و1894. وفي عام 1902 أصبح بينا نائبا للرئيس رودريغز ألفيز. انتخب رئيسا في عام 1906 وخدم حتى وفاته في عام 1909، بعد أيام قليلة من وفاة ابنه ألفارو بينا.
وكان أفونسو بينا أول رئيس برازيلي يناصر تدخل الدولة في تجارة القهوة، لذلك بدات الحكومة في عهده بشراء فائض إنتاج القهوة من اجل الحفاظ على ارتفاع أسعار البن في الأسواق الدولية. كما شجع على التوسع في إنشاء خطوط السكك الحديدية في انحاء البرازيل.
شهد عهده أيضا إعادة تنظيم الجيش البرازيلي بقيادة هيرميس رودريغز دا فونسيكا.

## معرض صور

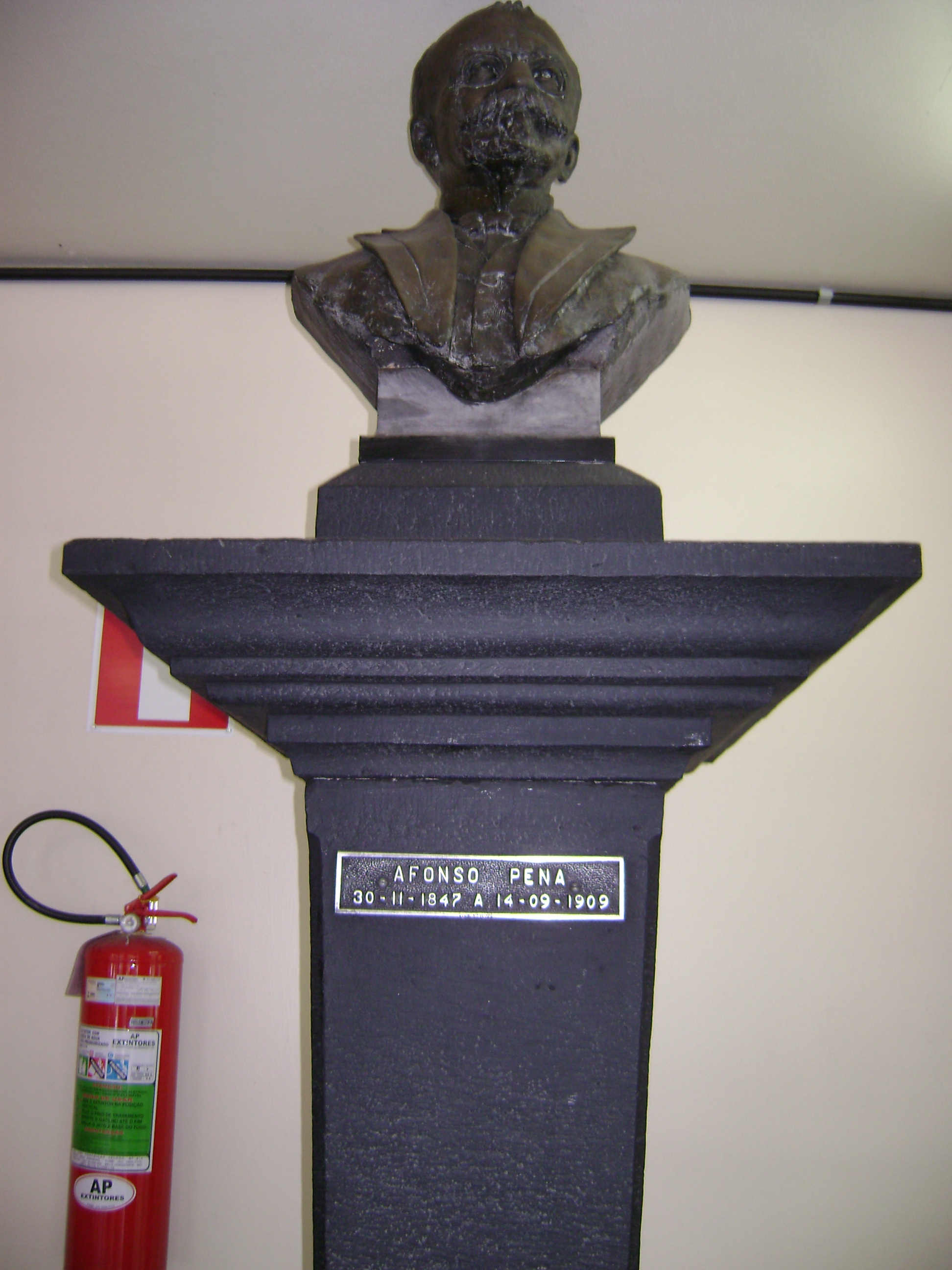
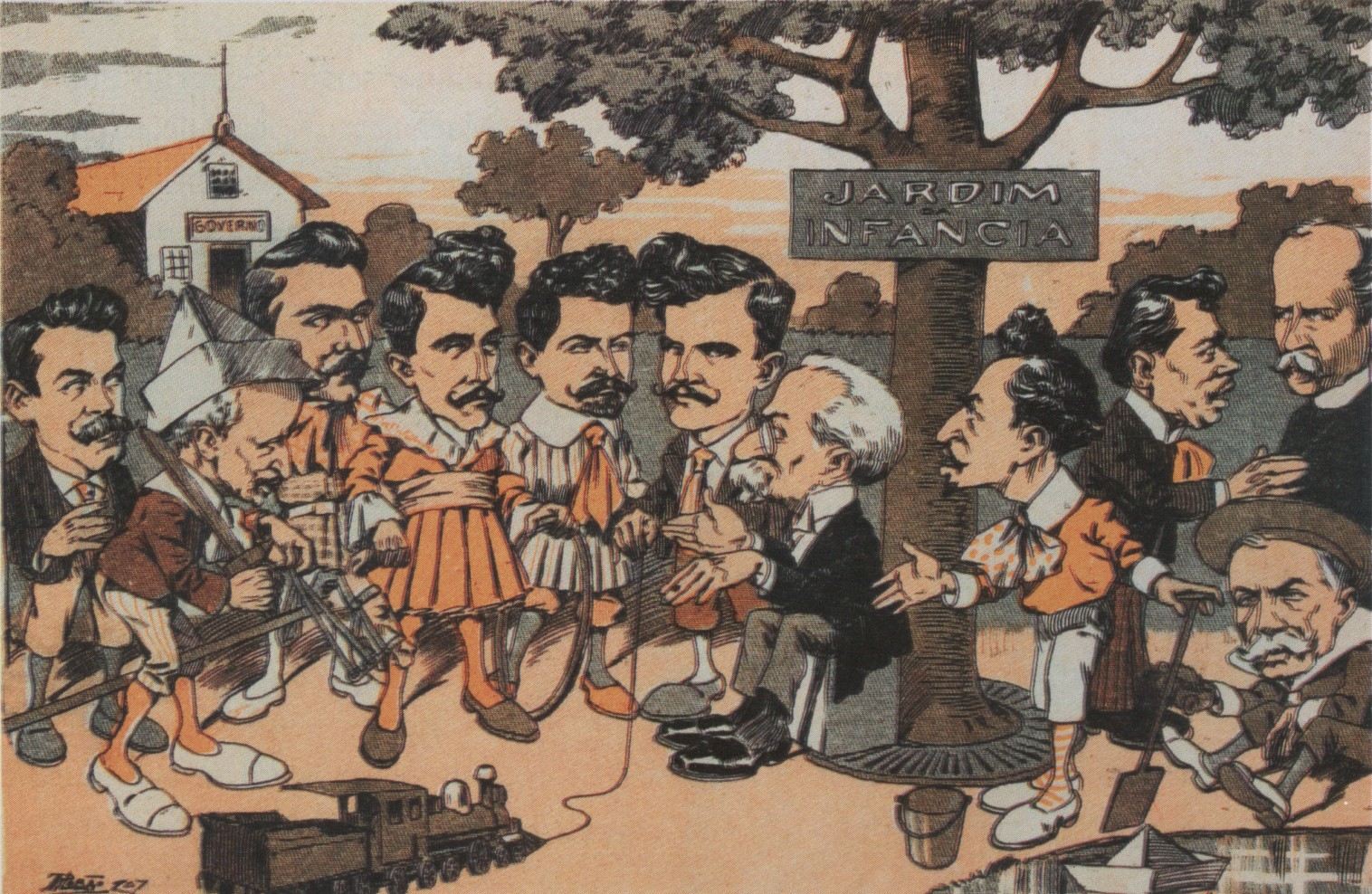
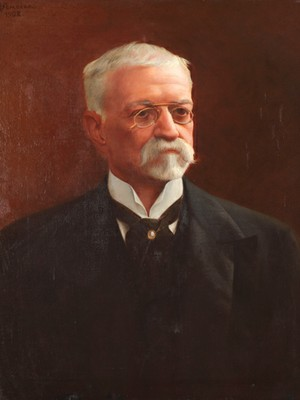